# Districte de Laupen
El districte de Laupen  és un dels 26 districtes del Cantó de Berna (Suïssa), té 45783 habitants (cens de 2007) i una superfície de 88 km². El cap del districte és Laupen està format per 11 municipis. Es tracta d'un districte amb l'alemany com a llengua oficial.

## Municipis
| Municipi       | Habitants (31. Dez. 2007) | Superfície en km² |
| -------------- | ------------------------- | ----------------- |
| Clavaleyres    | 50                        | 1.0               |
| Ferenbalm      | 1252                      | 9.2               |
| Frauenkappelen | 1270                      | 9.3               |
| Golaten        | 307                       | 2.8               |
| Gurbrü         | 267                       | 1.8               |
| Kriechenwil    | 398                       | 4.8               |
| Laupen         | 2777                      | 4.1               |
| Mühleberg      | 2664                      | 26.3              |
| Münchenwiler   | 409                       | 2.5               |
| Neuenegg       | 4678                      | 22.0              |
| Wileroltigen   | 410                       | 4.1               |
| Total (11)     | 14'482                    | 87.9              |